# 1293
| [ Edytuj tabelę ]                          |                                                             |
| Książę Małopolski                          | - 1291 Wacław II 1305                                       |
| Książę Wielkopolski                        | - 1273 Przemysł II 1296                                     |
| Król Albanii                               | - 1285 Karol II 1301                                        |
| Współksiążęta Andory                       | - 1278 Pere d'Urg 1293 - 1278 Roger Bernard I 1302          |
| Król Angkoru                               | - 1244 Dżajawarman VIII 1295                                |
| Król Anglii                                | - 1272 Edward I 1307                                        |
| Król Aragonii i Walencji, hrabia Barcelony | - 1291 Jakub II Sprawiedliwy 1327                           |
| Margrabia Brandenburgii                    | - 1267 Konrad 1304 - 1267 Otto IV 1308 - 1293 Henryk I 1318 |
| Książę Burgundii                           | - 1272 Robert II 1306                                       |
| Książę Dolnej Bawarii                      | - 1290 Stefan I 1309 - 1290 Otton III 1312                  |
| Książę Górnej Bawarii                      | - 1253 Ludwik II 1294                                       |
| Cesarz Bizancjum                           | - 1282 Andronik II Paleolog 1328                            |
| Car Bułgarii                               | - 1292 Smilec 1298                                          |
| Cesarz Chin                                | - 1279 Kubilaj-chan 1294                                    |
| Król Cypru                                 | - 1285 Henryk II 1306                                       |
| Król Czech                                 | - 1278 Wacław II 1305                                       |
| Król Danii                                 | - 1286 Eryk Menved 1319                                     |
| Władca Egiptu                              | - 1290 Al-Aszraf Chalil 1293 - 1293 An-Nasir Muhammad 1294  |
| Cesarz Etiopii                             | - 1285 Jagbya Tsyjon 1294                                   |
| Król Francji                               | - 1285 Filip IV Piękny 1314                                 |
| Hrabia Holandii                            | - 1256 Floris V 1296                                        |
| Cesarz Japonii                             | - 1287 Fushimi 1298                                         |
| Kalif                                      | - 1262 Al-Hakim bi-Amr Allah 1302                           |
| Król Kastylii i Leónu                      | - 1284 Sancho IV Odważny 1295                               |
| Patriarcha Konstantynopola                 | - 1289 Atanazy I 1293                                       |
| Władca Korei                               | - 1274 Ch’ungnyŏl 1308                                      |
| Wielki książę litewski                     | - 1291 Butywid 1296                                         |
| Cesarz Majapahitu                          | - 1293 Raden Wijaya 1309                                    |
| Sułtan Maroka                              | - 1286 Abu Jakub Jusuf 1307                                 |
| Książę Mediolanu                           | - 1287 Matteo I Wielki 1302                                 |
| Senior Monako                              | - 1291 Franciszek 1301                                      |
| Książę Moskwy                              | - 1283 Daniel Aleksandrowicz 1303                           |
| Król Nawarry                               | - 1284 Filip I 1305                                         |
| Król Norwegii                              | - 1280 Eryk II Wróg Księży 1299                             |
| Hrabia Palatynatu                          | - 1253 Ludwik II Bawarski 1294                              |
| Król Portugalii                            | - 1279 Dionizy I 1325                                       |
| Sułtan Rumu                                | - 1284 Masud II 1293 - 1293 Kajkubad III 1294               |
| Książę Rusi halickiej                      | - 1270 Lew I 1300                                           |
| Cesarz Rzymski (niemiecki)                 | - 1292 Adolf z Nassau 1298                                  |
| Książę Saksonii                            | - 1260 Albrecht II 1298                                     |
| Król Serbii                                | - 1282 Stefan Urosz II 1321                                 |
| Król Szkocji                               | - 1292 Jan Balliol 1296                                     |
| Król Szwecji                               | - 1290 Birger I Magnusson 1318                              |
| Doża Wenecji                               | - 1289 Pietro Gradenigo 1311                                |
| Król Węgier                                | - 1290 Andrzej III 1301                                     |
| Wielki mistrz zakonu krzyżackiego          | - 1291 Konrad von Feuchtwangen 1296                         |

Rok 1293 / MCCXCIII
stulecia: XII wiek ~
XIII wiek ~
XIV wiek

lata: 1283 «
1288 «
1289 «
1290 «
1291 «
1292 «
1293
» 1294
» 1295
» 1296
» 1297
» 1298
» 1303

## Wydarzenia w Polsce
- 6 stycznia:
  - ślub Władysława Łokietka i Jadwigi.
  - podczas zjazdu w Kaliszu książęta Władysław Łokietek, Przemysł II i Kazimierz II zawarli porozumienie o współpracy przy odbiciu zajętego przez Czechów Krakowa (układ o przeżycie).
- 1 sierpnia – utworzenie miasta Twardogóra (później Festenberg) na Dolnym Śląsku.
- 11 listopada – książę głogowski Henryk III porwał nocą księcia legnickiego Henryka Grubego z łaźni znajdującej się za murami Wrocławia, nad jednym z ramion Odry. Półnagi, zawleczony został do Głogowa, gdzie został nie tylko spętany i okuty w kajdany, ale ponadto został wsadzony do żelaznej klatki zewsząd zacieśnionej, posiadającej jedynie dwa wąskie otwory dla przyjmowania pokarmów i do wypróżniania się. Siedział w tej klatce przez 6 miesięcy, a wyszedł na wolność nie wcześniej, aż zapłacił ogromny okup i wydał 6 miast po lewej stronie Odry.

- Początek zabiegów arcybiskupa gnieźnieńskiego Jakuba Świnki w Rzymie o koronę królewską dla władcy Poznania Przemysła II.

## Wydarzenia na świecie
- 20 maja – król Sancho IV Odważny założył Szkołę Główną, zalążek przyszłego Uniwersytetu Complutense w Madrycie.
- 27 maja – trzęsienie ziemi i wywołane nim tsunami spowodowały śmierć ponad 23 tys. osób w japońskim mieście Kamakura.
- data dzienna nieznana:
  - Szwedzki możnowładca Tyrgils Knuttsson przyłączył księstwo Karjala do Królestwa Szwecji i założył miasto Viipuri.
  - Raden Wijaya założył państwo Majapahit na wyspie Jawa[1].

## Urodzili się
- 17 listopada – Filip V Wysoki, król Francji i Nawarry (zm. 1322)

## Zmarli
- 14 grudnia – Al-Aszraf Chalil, sułtan mamelucki w Egipcie (ur. 1262)
- data dzienna nieznana:
  - Henryk z Gandawy – świecki teolog i filozof scholastyczny (ur. ok. 1217)
  - Dawid VI  – koregent Gruzji w latach 1245–1259 i król Gruzji zachodniej od 1260 do 1293 (ur. 1225)